# Schooled
Les Goldberg
Schooled est une série télévisée américaine en 34 épisodes de 22 minutes créée par Marc Firek et Adam F. Goldberg, diffusée entre le 9 janvier 2019 et le 13 mai 2020 sur le réseau ABC et sur le réseau Global au Canada. Il s'agit d'une dérivée de la série américaine Les Goldberg créée par son créateur, Adam F. Goldberg.
Cette série est inédite dans tous les pays francophones.

## Synopsis
Dans les années 1990, Lainey Lewis retourne à Jenkintown, en Pennsylvanie, en provenance de la côte ouest, après avoir vu ses rêves s'écrouler. Signe du destin, l'école William Penn, où elle a fait ses études, a récemment perdu son professeur de musique et elle accepte à contrecœur le poste. Bien que Rick Mellor soit toujours le professeur et l'entraîneur de gym de l'école, John Glascott est devenu le nouveau principal après qu'Earl Ball est passé au conseil d'administration de l'école. Tout en prenant ses marques, Lainey tantôt reçoit les conseils d'un autre jeune enseignant, C.B. Brown, tantôt se heurte à lui.

## Distribution

### Acteurs principaux
- Tim Meadows : le principal John Andre Glascott
- Bryan Callen : le coach Rick Mellor
- AJ Michalka : Lainey Lewis
- Brett Dier : Charlie Brown « C.B. »
- Haneefah Wood (en) : Wilma Howell (saison 2)

### Acteurs récurrents

#### Les professeurs et les personnels de l'école
- Lennon Parham (en) : Liz Flemming
- Stephen Tobolowsky : Earl Ball
- Clancy Brown : M. Crosby
- Alphonso McAuley (en) : Coop
- Ana Gasteyer : Susan Cinoman
- Greg Proops (en) : M. Granger
- Sean Marquette (en) : Johnny Atkins

#### Les étudiants
- Rachel Crow (en) : Felicia
- Israel Johnson : Ed
- Dallas Edwards : Aaron
- Jeffrey Cade Ross Brown : Tom Scott
- Gabe Gibbs : Weasel
- Sofie Landsman : Jessica
- Abi Brittle : Becky
- Connor Cain : Bobby Maloney

### Invités spéciaux
- Troy Gentile : Barry Goldberg
- Wendi McLendon-Covey : Beverly Goldberg
- Hayley Orrantia : Erica Goldberg
- Bradley Steven Perry : Brec Raday

## Production

### Développement
Après la diffusion du pilote, Adam F. Goldberg avait exprimé l’espoir que celle-ci susciterait des discussions avec ABC, qui pourraient déboucher sur une reprise de la série pour la saison télévisuelle 2018-2019.
Trois mois plus tard, le 16 avril 2018, il était annoncé qu'ABC avait officiellement repris la formation d'un spin-off intitulée Schooled contenant treize épisodes, qui devait être diffusée en 2019. Il était également annoncé qu'AJ Michalka reprendrait son rôle de Lainey Lewis de la série Les Goldberg dans la série dérivée, mais Nia Long ne reviendra pas à la suite de l’investiture car elle joue le personnage régulier dans la distribution de la série dramatique de CBS NCIS : Los Angeles.
Le 28 novembre 2018, il a été révélé que la série serait diffusée en première le 9 janvier 2019.
Le 11 mai 2019, la série a été renouvelée pour une deuxième saison.
ABC annule la série le 21 mai 2020.

### Attribution des rôles
Le 3 octobre 2018, Deadline a annoncé que l'acteur Brett Dier (de la série Jane the Virgin), jouerait régulièrement le rôle de C.B., un enseignant à la fois ami et rival de l'enseignante recrue Lainey Lewis. Son personnage est également basé sur le professeur et l'ami préféré d’Adam Goldberg.
En août 2019, la production ajoute Kali Hawk (en) dans le rôle principal de Wilma Howell pour la deuxième saison, mais a été remplacée par Haneefah Wood.

### Fiche technique
Sauf indication contraire, les informations mentionnées dans cette section peuvent être confirmées par les bases de données cinématographiques IMDb et Allociné,  présentes dans la section « Liens externes ».
- Titre : Schooled
- Création : Marc Firek, Adam F. Goldberg
- Réalisation : David Katzenberg, Jay Chandrasekhar, Lea Thompson, Richie Keen
- Scénario : Marc Firek, David Guarascio, Michael J. Weithorn, Andrew Secunda, Adam F. Goldberg, Chris Bishop, Peter Dirksen, Jonathan Howard, Kerri Doherty, Matt Edsall, Jimmy Mosqueda, Vanessa McCarthy, Vijal Patel
- Photographie : Steve Gainer
- Musique :
  - Compositeur(s) : Michael Wandmacher
  - Thème d'ouverture : Main Title Theme par Jaret et Kelly
- Production (exécutive) : Marc Firek, Doug Robinson, Adam F. Goldberg, David Katzenberg, David Guarascio, Andrew Secunda
- Société(s) de production : Adam F. Goldberg Productions, Marc Firek Productions, Doug Robinson Productions, ABC Studios, Sony Pictures Television
- Société(s) de distribution : Sony Pictures Television
- Pays d'origine :  États-Unis
- Langue originale : Anglais
- Durée : 22 minutes
- Format :
  - Format image : 720p (HDTV)
  - Format audio : 5.1 surround sound
- Genre : Sitcom
- Diffusion :  États-Unis,  Canada
- Public : Tout public

## Épisodes

### Première saison (2019)
1. Be Like Mike
2. Lainey's All That
3. Tamagotchis and Bells
4. I, Mellor
5. Money for RENT
6. Rock for Jocks
7. Kris Kross
8. Lainey and Erica's High School Reunion
9. Darth Mellor
10. There's No Fighting in Fight Club
11. Glascott Mascot
12. CB Likes Lainey
13. Dr Barry

### Deuxième saison (2019-2020)
Elle est diffusée depuis le 25 septembre 2019.
1. Dangerous Minds
2. I'll Be There for You
3. The Rudy-ing of Toby Murphy
4. Kick Like a Girl
5. Outbreak
6. Run, Rick, Run
7. Hakuna Matata
8. Friendsgiving
9. The Pokémon Society
10. Beanie Babies
11. Boy Bands
12. FeMellor
13. Titanic Love
14. Singled Out
15. Moving On
16. Rock Star
17. Garden Party
18. Lainey's Mom
19. Principal for a Day
20. CB Saves the Planet
21. Clueless

## Accueil

### Audiences
| Saison | Début de saison   | Début de saison | Début de saison | Fin de saison     | Fin de saison   | Fin de saison |
| Saison | Date de diffusion | Téléspectateurs | Ref.            | Date de diffusion | Téléspectateurs | Ref.          |
| ------ | ----------------- | --------------- | --------------- | ----------------- | --------------- | ------------- |
| 1      | 9 janvier 2019    | 4 820 000       | [ 10 ]          | 8 mai 2019        | 3 920 000       | [ 11 ]        |
| 2      | 25 septembre 2019 | 3 410 000       | [ 12 ]          | 13 mai 2020       | 3 210 000       | [ 13 ]        |

### Réceptions critiques
Sur le site Rotten Tomatoes, la série détient une note d'approbation de 70 % basée sur dix commentaires, avec une note moyenne de 5,9 / 10. Le consensus critique du site Web se lit comme suit : « La sortie de la première année de Schooled a du mal à se différencier de son prédécesseur - bien que sa douce sensibilité idiote et sa distribution stellaire soient suffisantes pour les téléspectateurs à la recherche d'une sitcom agréable ».
Metacritic, qui utilise une moyenne pondérée, a attribué à la série d'un score de 56 sur 100 sur la base de sept critiques.